# 饒平県
饒平県（じょうへいけん）は中華人民共和国広東省潮州市に位置する県。

## 歴史
秦漢代は南海郡掲陽県、晋代以降は義安郡海陽県の管轄とされた。1477年（成化13年）、明代により海陽県の一部を分割し饒平県が設置され、潮州府の管轄とされ、県治は弦歌都（清代は元歌都と改称）下饒堡（現在の三饒鎮）に設置され、1953年に現在の黄岡鎮に移転するまで沿襲された。
中華民国が成立すると潮汕地区行政公署の管轄となり、中華人民共和国が成立すると汕頭市の所轄とされた。1991年12月に潮州市に移管され現在に至る。

## 行政区画
下部に21鎮を管轄する
- 黄岡鎮、饒洋鎮、上饒鎮、建饒鎮、三饒鎮、聯饒鎮、新豊鎮、新塘鎮、湯渓鎮、浮浜鎮、浮山鎮、東山鎮、新圩鎮、樟渓鎮、銭東鎮、高堂鎮、所城鎮、大埕鎮、柘林鎮、汫洲鎮、海山鎮

## 交通

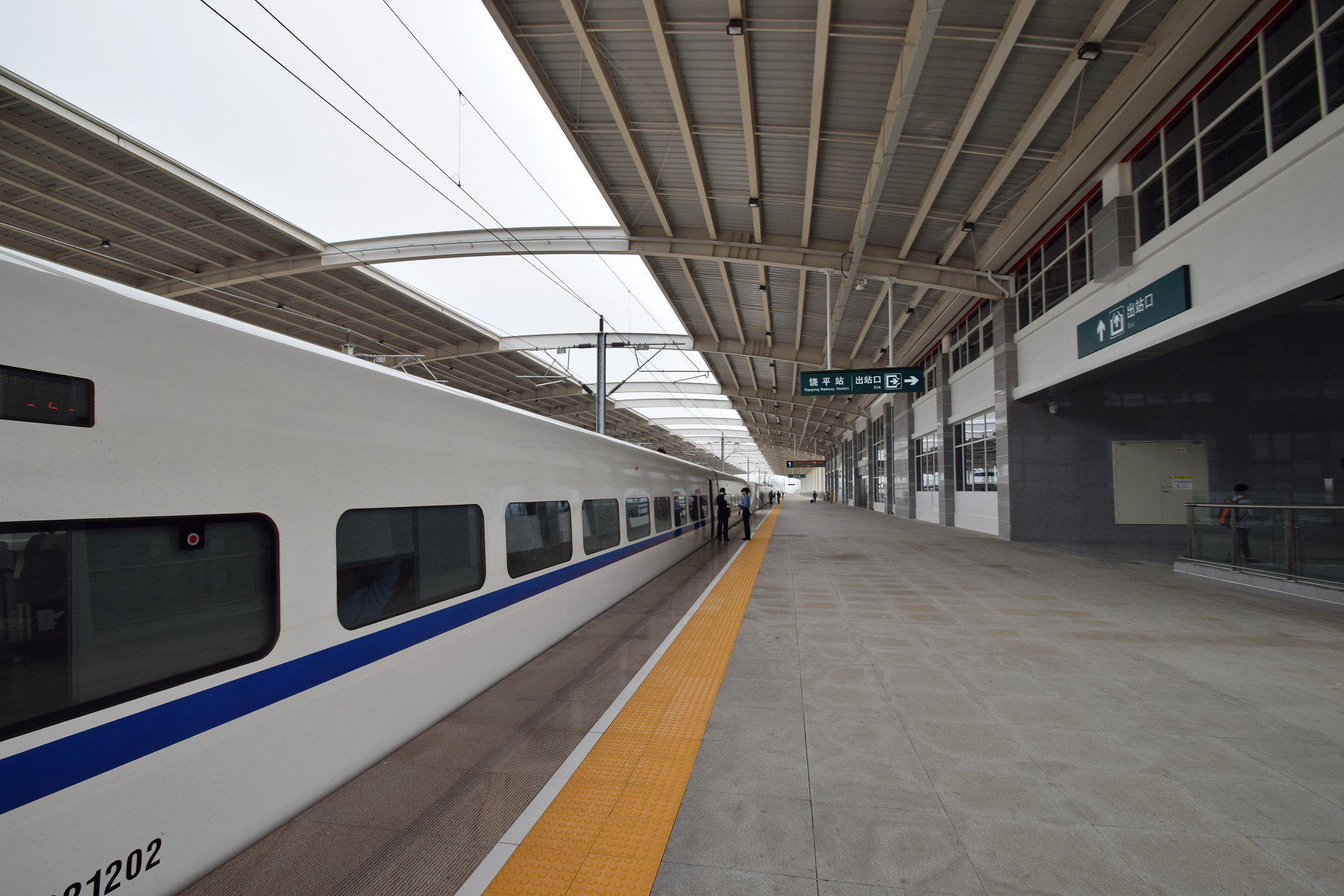
饒平駅のホーム

### 鉄道
- 中国鉄路総公司
  - 廈深線
    - 饒平駅

### 道路
- 高速道路
  - 瀋海高速道路
  - 甬莞高速道路
- 国道
  - G324国道